# Пуумала
Пуумала (фін. Puumala) — муніципалітет в регіоні Південна Савонія в Східній Фінляндії .
Населення — 2260 осіб (2015), площа — 1237,92 км². Щільність населення — 1,8 ос./км².
До 1995 року два береги озера Саймаа в місті Пуумала з'єднував паром, але в 1995 році був побудований міст завдовжки 781 метр.
На честь регіону названо вірус Пуумала, який відкритий на його території.